# زهور (ناحیه ییهلاوا)
زهور (به چکی: Zhoř) یک منطقهٔ مسکونی در جمهوری چک است که در ناحیه ییهلاوا واقع شده‌است. زهور ۵٫۸۳ کیلومتر مربع مساحت و ۴۵۴ نفر جمعیت دارد و ۵۹۲ متر بالاتر از سطح دریا واقع شده‌است.